# Organisation générale de l'armée napoléonienne
Pour un article plus général, voir Organisation générale de la Grande Armée.
Vous pouvez aider à l'améliorer ou bien discuter des problèmes sur sa page de discussion.
- Il ne cite pas suffisamment ses sources. Vous pouvez indiquer les passages à sourcer avec {{référence nécessaire}} ou {{Référence souhaitée}}, et inclure les références utiles en les liant aux notes de bas de page. (Marqué depuis octobre 2024)
- Certaines informations devraient être mieux reliées aux sources mentionnées dans la bibliographie ou les liens externes. Améliorez sa vérifiabilité en les associant par des références. (Marqué depuis octobre 2024)
- Son introduction est soit absente, soit non conforme aux conventions de Wikipédia. (Marqué depuis octobre 2024)

- Archive Wikiwix
- Bing
- Cairn
- DuckDuckGo
- E. Universalis
- Gallica
- Google
- G. Books
- G. News
- G. Scholar
- Persée
- Qwant
- (zh) Baidu
- (ru) Yandex
- (wd) trouver des œuvres sur Wikidata

## Commandement
À la tête de la Grande Armée, l'Empereur  assure le commandement en chef. Il est assisté pour cela d'un grand quartier général.
L'organisation du grand quartier général était assez complexe. Il faut y distinguer, quoique dans la pratique l'un et l'autre concourent aux mêmes missions, le personnel attaché à la personne de l'Empereur et le personnel de l'état-major général.

### État-major général de l'armée
L'état-major général de l'armée sert de poste de commandement pour toute la Grande Armée. C'est de là que partent les ordres pour toutes les troupes.
Le service du bureau incombait à quelques officiers spécialisés. L'Empereur était particulièrement exigeant pour l'exactitude et la clarté des états, la promptitude et la précision des rapports. Les papiers étaient donc très bien tenus.
L'état-major général de l'armée est dirigé par le major général et comprend :
- le cabinet du major général, divisé en quatre bureaux (secrétariat, mouvements des troupes, comptabilité, renseignements) et composé d'employés civils, d'officiers à la retraite et de commissaires de guerre ;
- l'état-major particulier du major général, qui regroupe les nombreux aides de camp du major général, officiers chargés de porter les ordres aux commandants de corps d'armée. Les qualités requises sont l'énergie, l'audace et l'initiative car les distances qui séparent les quartiers généraux sont souvent considérables et la présence de l'ennemi en rend le parcours dangereux ;
- l'état-major de l'armée proprement dit, composé de trois divisions (ayant chacune à leur tête un adjudant-commandant) chargées surtout des questions administratives.

Le major général est le chef d'état-major de l'Empereur. C'est aussi le « sous-chef » de l'armée française, Napoléon en étant le chef. C'est un poste de confiance qui requiert énormément de qualités physiques et morales. Il ne dépend que de l'Empereur lui-même et non du ministre de la Guerre. Voici les titulaires de ce poste :
- 1805-1814 : maréchal Berthier,
- 1815 (Cent-Jours) : maréchal Soult.

## Organisation structurelle

### Garde impériale
La Garde impériale est une unité d'élite qui sert de garde rapprochée à l'Empereur ainsi que de dernière réserve de l'armée. Ces soldats sont les meilleurs de la Grande Armée et sont très souvent décorés et passés en revue par Napoléon. La Garde impériale est encore plus dévouée à son Empereur que le reste de l'armée. Être général dans la Garde, voire la diriger est un grand honneur que Napoléon réserve à ses lieutenants les plus fidèles.
- 1805-1806 : maréchal Mortier
- 1806-1813 : maréchal Lefebvre
- 1813-1814 : maréchal Soult
- 1815 : maréchal Mortier (mais étant malade, son adjoint, le général Drouot, l'a remplacé)

### Iercorps d'armée
- 1805-1807 : maréchal Bernadotte
- 1807-1812 : maréchal Victor
- 1812-1813 : maréchal Davout
- 1813-1814 : général Vandamme puis général Mouton
- 1814 : général Maison
- 1815 (Cent-Jours) : général Drouet d'Erlon

### IIecorps d'armée
- 1805-1806 : général Marmont
- dissous en 1806
- 1809 : maréchal Lannes
- 1809 : général puis maréchal Oudinot
- dissous à l'issue de la campagne de 1809
- 1812-1814 : maréchal Oudinot
- 1814 : général Gérard
- 1815 (Cent-Jours) : général Reille

### IIIecorps d'armée
- 1805-1812 : maréchal Davout
- 1812-1813 : maréchal Ney
- 1813-1814 : général Souham
- 1815 (Cent-Jours) : général Vandamme

### IVecorps d'armée
- 1805-1808 : maréchal Soult
- dissous en 1808
- 1809 : maréchal Masséna
- dissous à l'issue de la campagne de 1809
- 1812-1813 : prince Eugène de Beauharnais
- 1813 : général Bertrand
- dissous à l'issue de la bataille de Leipzig
- 1815 (Cent-Jours) : général Gérard

### Vecorps d'armée
- 1805-1807 : maréchal Lannes
- 1807 : maréchal Masséna
- 1807-1810 : maréchal Mortier
- 1810-1812 : maréchal Marmont
- 1812-1813 : maréchal prince Poniatowski
- avril 1813 - 16 mai 1813 : Eugène de Beauharnais
- mai-octobre 1813 : général Lauriston
- dissous à l'issue de la bataille de Leipzig
- 1815 (Cent-Jours) : général Jean Rapp

### VIecorps d'armée
- 1805-1811 : maréchal Ney
- 1812-1813 : général puis maréchal Gouvion-Saint-Cyr
- 1813-1814 : maréchal Marmont
- 1815 (Cent-Jours) : général Mouton-Lobau

### VIIecorps d'armée
- 1805-1807 : maréchal Augereau
- dissous à l'issue de la bataille d'Eylau
- 1809 : maréchal Lefebvre
- dissous à l'issue de la campagne de 1809
- 1812-1813 : général Reynier
- dissous à l'issue de la bataille de Leipzig

### VIIIecorps d'armée
- 1806-1807 : maréchal Mortier
- dissous au traité de Tilsit
- 1809 : général Vandamme
- dissous à l'issue de la campagne de 1809
- 1812-1813 : général prince Jérôme Bonaparte, puis général Vandamme, puis général Junot
- 1813 : maréchal prince Poniatowski
- dissous à l'issue de la bataille de Leipzig

### IXecorps d'armée
- 1806-1807 : général prince Jérôme Bonaparte
- dissous au traité de Tilsit
- 1809 : maréchal Bernadotte
- dissous à l'issue de la campagne de 1809
- 1812 : maréchal Victor
- 1813-1814 : maréchal Augereau
- 1815 (Cent-Jours) : maréchal Brune

### Xecorps d'armée
- janvier 1807 : maréchal Victor
- janvier - été 1807 : maréchal Lefebvre
- dissous au traité de Tilsit
- 1809 : général prince Jérôme Bonaparte
- dissous à l'issue de la campagne de 1809
- 1812-1813 : maréchal Macdonald
- 1813 : général Rapp

### XIecorps d'armée
- 1809 : général Marmont
- dissous à l'issue de la campagne de 1809
- 1812-1813 : maréchal Augereau
- 1813-1814 : maréchal Macdonald et général Gérard

### XIIecorps d'armée
- 1812-1813 : prince de Schwarzenberg
- 1813 : maréchal Oudinot puis général Guilleminot
- dissous à l'issue de la bataille de Leipzig

### XIIIecorps d'armée
- 1813-1814 : maréchal Davout

### XIVecorps d'armée
- 1813: maréchal Gouvion-Saint-Cyr

### Corps de réserve de cavalerie
- 1805-1809 : maréchal Murat
- 1809-1812 : maréchal Bessières
- 1812-1813 : maréchal Murat
- 1813 : maréchal Bessières
- 1813 : maréchal Murat
- 1814 : général Grouchy
- 1815 (Cent-Jours) : maréchal Grouchy.